# Quercus affinis
Quercus affinis — вид рослин з родини букових (Fagaceae), поширений у східній і південній Мексиці.

## Опис
Це середнього розміру дерево заввишки до 16 метрів. Молода кора гладка, зріла темно-сіра, луската. Гілочки голі або майже так, у зрілому стані сіро-коричневі; є непомітні бліді сочевиці. Листки вічнозелені, від ланцетних до еліптичних або еліптично-ланцетних, 3.5–13 × 1–3 см; верхівка послаблена, майже загострена, зі щетиною; основа гостра або клиноподібна, рідко округла; край цілий або з кількома короткими зубчиками з кінчиком щетини на верхівковій половині; спочатку іржаво-кольорові обидва боки, зрілі листя зверху темно-зелене, блискуче, голе або з деякими зірчастими трихомами біля основи; ніжка листка безволоса, завдовжки 5–16 мм. Квітне у лютому та березні. Чоловічі сережки запушені, завдовжки 3–6 см. Жіночі суцвіття завдовжки 2–8 мм, 1–2-квіткові. Жолуді від 1 до 3 разом, від яйцюватих до майже кулястих, завдовжки 1–1.5 см, майже сидячі або на короткій ніжці; чашечка з коричневими трикутними лусочками, охоплює 1/2 або 1/3 горіха; дозрівають на другий рік, у серпні — листопаді.

## Середовище проживання
Вид поширений у Мексиці (Тамауліпас, Сан-Луїс-Потосі, Керетаро, Нуево-Леон, Ідальго, Гуанахуато, Герреро, Оахака, Пуебла, Веракрус).
Цей вид зазвичай зростає в хмарних лісах, але його також часто можна зустріти як елемент у дубових, сосново-дубових, соснових і хвойних лісах. Росте на неглибоких карстових ґрунтах, з кислотним рН. Росте на висотах від 1200 до 2600 метрів.

## Загрози
У Мексиці більшість соснових дубових лісів інтенсивно експлуатується для видобутку деревини у вигляді колод, дров та деревного вугілля. Вони також були очищені, щоб звільнити місце для сільського господарства, зокрема худоби.